# Teratornovití
Teratornovití (Teratornithidae) je vyhynulá čeleď značně velkých dravých ptáků, kteří žili v Severní a Jižní Americe od pozdního oligocénu po pozdní pleistocén.

## Taxonomie
Teratornovití vývojově souvisí s kondory (Cathartidae, syn. Vulturidae). Dosud bylo identifikováno nejméně sedm druhů v šesti rodech:
- Teratornis
  - Teratornis merriami.[3] Toto je zdaleka nejznámější druh. Bylo nalezeno více než sto vzorků, většinou z La Brea Tar Pits. Na výšku měl 75 centimetrů, rozpětím křídel se odhaduje asi na 3,5 až 3,8 metru a vážil asi 15 kilogramů, takže byl asi o třetinu větší než dnes žijící kondoři. Vyhynul na konci pleistocénu, asi před 10 000 lety.
  - Teratornis woodburnensis.[4] První druh, který byl nalezen severně od La Brea Tar Pits. Částečný exemplář byl objeven v Legion Parku ve Woodburnu v Oregonu. Byly nalezeny pažní kosti, části lebky, zobáku, hrudní kosti a obratle, které naznačují rozpětí křídel přes 4 metry. Nález pochází z pozdního pleistocénu, před 11 000 až 12 000 lety, ve vrstvě plné kostí mastodontů, lenochodů a kondorů a svědčí také o lidském osídlení.

- Aiolornis incredibilis[5] dříve známý jako Teratornis incredibilis.
- Argentavis magnificens. Byl jedním z největší létajicí ptáci vůbec.